# 米茲帕 (明尼蘇達州)
米茲帕（英語：Mizpah）是一個位於美國明尼蘇達州康契欽縣的城市。

## 人口
根據2020年美國人口普查的數據，米茲帕的面積為7.82平方千米，皆為陸地。當地共有人口58人，而人口密度為每平方千米7人。